# Urziceni (Ialomița)
Urziceni è un comune della Romania di 17 534 abitanti, ubicato nel distretto di Ialomița, nella regione storica della Muntenia.
Fondata da coloni romeni dediti alla pastorizia, trae il suo nome dalla parola urzică (ortica).
La città viene citata per la prima volta in un documento del 23 aprile 1596, durante il regno di Michele il Bravo.
Nel 1831 ricevette il privilegio di ospitare un mercato e nel 1895 ottenne lo status di città. Tra il 1716 e il 1833 Urziceni fu il capoluogo del distretto.
Urziceni ha dato i natali allo scrittore Alexandru Toma (1875-1954).

## Sport
L'Unirea Urziceni è stata la principale squadra di calcio della città dal 1954 al 2011, anno del suo fallimento. Nella stagione 2008-2009 si classificò al 1º posto in Liga I, vincendo così il campionato rumeno per la prima volta nella sua storia. Nell'annata successiva partecipò alla Champions League, dove venne eliminato nella fase a gironi, giungendo 3º in un gruppo che comprendeva anche Rangers Glasgow, Siviglia e Stoccarda.
Nell'estate del 2011 l'Unirea Urziceni ha dichiarato il fallimento ed è quindi stato escluso da ogni competizione calcistica nazionale.